# 8531 Mineosaito
8531 Mineosaito è un asteroide della fascia principale. Scoperto nel 1992, presenta un'orbita caratterizzata da un semiasse maggiore pari a 2,6297668 UA e da un'eccentricità di 0,1188285, inclinata di 3,26256° rispetto all'eclittica.